# Inocybe mimica
Inocybe mimica är en svampart som beskrevs av Massee 1904. Enligt Catalogue of Life ingår Inocybe mimica i släktet Inocybe,  och familjen Inocybaceae, men enligt Dyntaxa är tillhörigheten istället släktet Inocybe,  och familjen Crepidotaceae. Arten är reproducerande i Sverige. Inga underarter finns listade i Catalogue of Life.